# The Star of the Sea
The Star of the Sea er en amerikansk stumfilm fra 1915 af Joe De Grasse.

## Medvirkende
- William C. Dowlan som Busoni.
- Pauline Bush som Mary Ferrari.
- Mark Fenton som Mario Busoni.
- Lon Chaney som Tomasco.
- J.J. Bryson som Pietro Ferrari.